# Radnické schody
Radnické schody či Radniční schody se nalézají na Hradčanech v městské části Praha 1. Schody propojují křížení ulic Ke hradu, Nerudova a Úvoz na Malé Straně s Loretánskou ulicí a Hradčanským náměstím na Hradčanech s tím, že hranice mezi Hradčany a Malou Stranou fakticky probíhá na jejich dolním úpatí na horním konci Nerudovy ulice.

## Popis

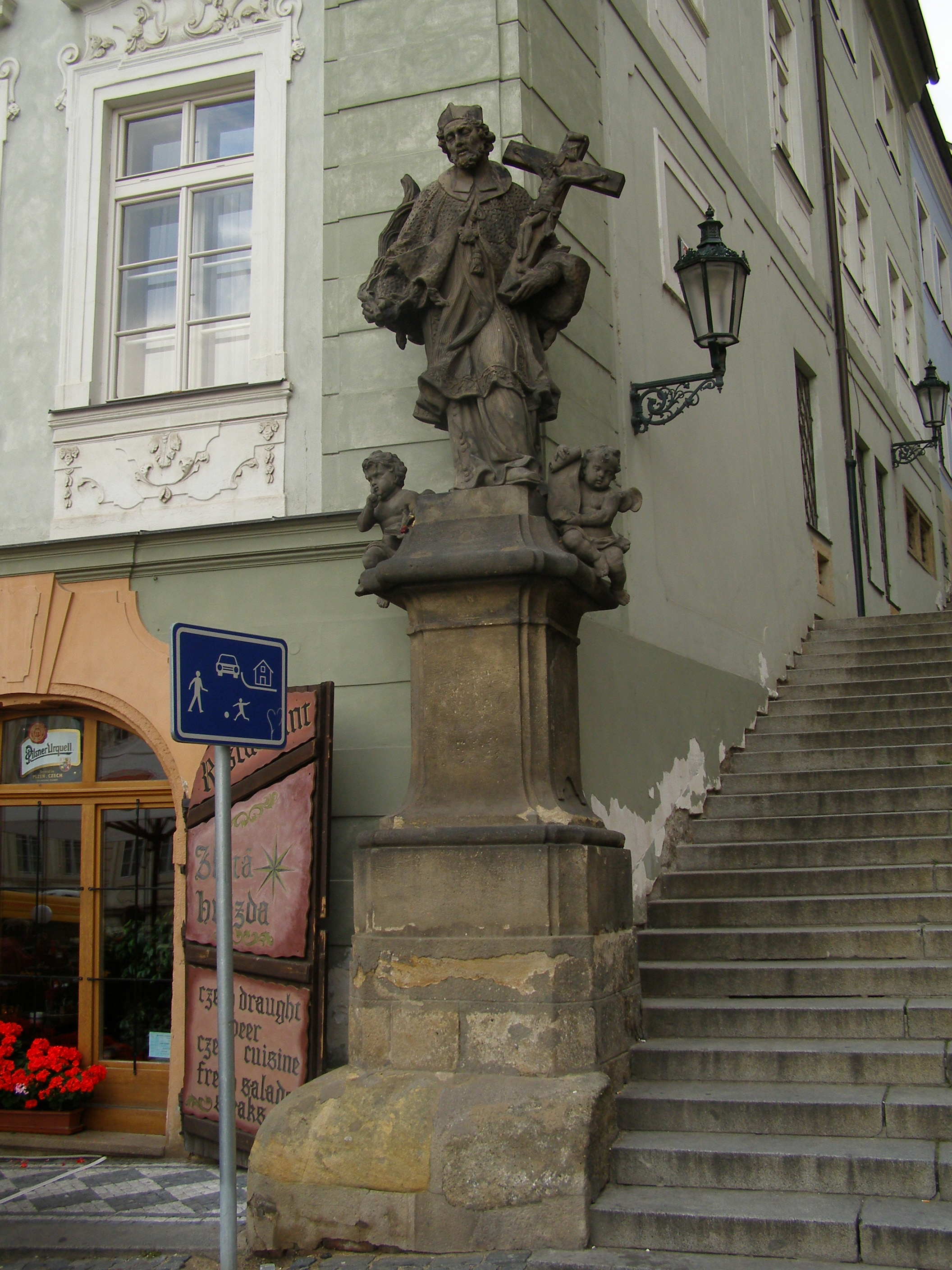
Socha Jana Nepomuckého na úpatí schodiště

Jsou dlouhé přibližně 100 metrů a pomocí 127 schodů překonávají výškový rozdíl přibližně 30 metrů. Svůj dnešní název dostaly v roce 1870 podle Hradčanské radnice, která se nachází v jejich horní části. Jedná se o velmi malebné pražské zákoutí, neboť schody jsou částečně vedeny pod historickou hradčanskou zástavbou.
Na dolním úpatí schodiště jsou umístěny dvě vrcholně barokní sochy, vpravo socha sv. Josefa s Ježíškem a vlevo socha sv. Jana Nepomuckého, připisovaná Michalu Brokofovi. Netradičně zobrazený Nepomucký má u nohou dva andílky, jednoho s prstem u úst na znamení mlčení a druhého s kartuší se znázorněným Karlovým mostem, odkud byl Jan Nepomucký svržen do Vltavy. Obě sochy jsou kulturními památkami. Zajímavostí je, že již v březnu 1709 předložil českému místodržitelství návrh na provedení sochy sv. Jana Nepomuckého František Santini-Aichel, bratr architekta, ale než byla žádost o povolení vyřízena, František v  červnu téhož roku zemřel.:133
Poslední oprava schodů byla provedena v letech 1970–1971.

## Historické názvy
Pocházejí z doby, kdy zde sídlilo větší množství řeznických krámů.
- Vršek masných krámů
- Masokrámský vršek
- Řeznický vršek